# 庄内町 (宮崎県)
庄内町（しょうないちょう）は、宮崎県北諸県郡にあった町。現在の都城市の一部にあたる。

## 地理
都城盆地の北西部、庄内川の流域に位置していた。

## 歴史
- 1889年（明治22年）4月1日、町村制の施行により、北諸県郡安永村、西岳村が合併して村制施行し、庄内村が発足[1][2]。
- 1891年（明治24年）7月4日、大字西岳が分立し西岳村を新設[1][2]。
- 1924年（大正13年）5月15日、町制施行し庄内町となる[1][2]。
- 1956年（昭和31年）7月15日、北諸県郡西岳村と合併し、荘内町を新設して廃止された[1][2]。